# Торп, Том
То́мас Торп (англ. Thomas Thorpe; 13 января 1993, Манчестере), более известный как Том Торп — английский футболист, защитник клуба «Маклсфилд». Воспитанник Академии «Манчестер Юнайтед». Чемпион Европы 2010 года в составе сборной Англии до 17 лет. Отличается атлетизмом, хорошей игрой на втором этаже, а также неплохим пасом, благодаря чему может выступать в полузащите.

## Клубная карьера
Том — уроженец Манчестера и воспитанник футбольной Академии «Манчестер Юнайтед». В 2011 году был капитаном молодёжного состава «Манчестер Юнайтед», выигравшего Молодёжный кубок Англии.
31 января 2014 года вместе с одноклубником Тайлером Блэкеттом отправился в аренду в клуб «Бирмингем Сити».
26 сентября 2014 года дебютировал в основном составе «Манчестер Юнайтед» в матче Премьер-лиги против «Вест Хэма».
1 июля 2015 года покинул «Манчестер Юнайтед» в качестве свободного агента. 3 июля Торп подписал контракт с клубом Чемпионшипа «Ротерем Юнайтед».

## Карьера в сборной
Том дебютировал за сборную Англии до 16 лет 3 октября 2008 года в матче против сборной Северной Ирландии. В августе 2009 года сыграл свой первый матч за сборную до 17 лет. В 2010 году принял участие в чемпионате Европы для юношей до 17 лет, выиграв золотую медаль турнира. В настоящее время выступает за сборную Англии до 19 лет. На чемпионате Европы для юношей до 19 лет, прошедшем летом 2012 года в Эстонии, Том Торп был капитаном англичан.

## Достижения
Англия (до 17)
- Победитель чемпионата Европы для юношей до 17 лет: 2010